# كفر عين
كفر عين قرية فلسطينية تتبع محافظة رام الله والبيرة وسط الضفة الغربية، بلغ عدد سكانها حسب الجهاز المركزي للإحصاء الفلسطيني حوالي 1,958 نسمة حسب التعداد العام للسكان الذي أجري عام 2017. وهي من القرى المحتلة عام النكسة.

## التسمية
سميت كفر عين بهذا الاسم نسبة إلى العديد من عيون الماء (الينابيع) التي تقع على أراضيها وفي الجهات كافة من حولها. من أشهر ينابيعها، عين الجديدة، عين الوهرة، البقوم، عين البلد، عين قاروس.

## الجغرافيا
تقع قرية كفر عين على بعد 25 كم شمال غرب مدينة رام الله، وترتفع عن سطح البحر حوالي 400 م، وتبلغ مساحة أراضيها الكلية 3000 دونماً، والمساحة العمرانية حوالي 150 دونماً، وتحيط بأراضيها أراضي بلدات بروقين ودير غسانه من الشمال والغرب، قراوة بني زيد ودير السودان من الشمال والشرق، بيت ريما والنبي صالح من الجنوب.

## السكان
يبلغ عدد سكان كفر عين حاليا حوالي 1,958 نسمة جميعهم من المسلمين وذلك حسب التعداد العام للسكان 2017 الذي أجراه الجهاز المركزي للإحصاء الفلسطيني.
| السنة      | (1922) | (1931) | (1945) | (1961) | (تعداد 2007) | (تقدير 2012) | (تعداد 2017) |
| ---------- | ------ | ------ | ------ | ------ | ------------ | ------------ | ------------ |
| عدد السكان | 376    | 494    | 550    | 1,095  | 1,870        | 1,990        | 1,958        |

## مؤسسات القرية
يدير قرية كفر عين، مجلس قروي تأسس بعد إنشاء السلطة الفلسطينية بحوالي السنتين، وهو مسؤول عن تطوير وتوفير البنية التحتية من شوارع، ومدارس، وخدمات الكهرباء، والماء، والصرف الصحي، والهاتف، وغيرها.
في القرية، مدرسة ثانوية للبنات، ومدرسة أساسية تحت الإنشاء، وروضة تتبع المجلس القروي، ونادي كفر عين، وروضة الخطوة الأولى وهي روضة خاصة.

## الاقتصاد
تعتمد الحياة الاقتصادية في كفرعين بنسبة كبيرة على العاملين في القطاع الحكومي، حيث يمثل عدد العاملين في هذا القطاع النسبة الأكبر من مجمل الايدي العاملة، يليهم العمال في البناء والتشييد والإعمار، وتتوزع النسبة المتبقية على العاملين في الزراعة والأعمال الحرة والموسمية والقطاع الخاص.
يبلغ متوسط دخل الفرد في القرية 1800 شيكل وهذا لا يتعدى تأمين الاساسيات الملحة للعائلة.

### الزراعة
تغطي الأراضي المزروعة بالزيتون معظم أراضي القرية، ويوجد في القرية ما يفوق ال 300 دونم من الأراضي القابلة للزراعة، الا أن العمل الزراعي تراجع بشكل ملحوظ خلال ال 20 سنة الماضية ويعود هذا لعدة أسباب أهمها قلة العائد على الاستثمار من الزيتون بسبب انفتاح الاسواق الفلسطينية أمام الزيوت المستوردة، وعدم قدرة المزارع على تغطية تكاليف إعمار الأرض، ومن ناحية أخرى فإن عملية المتاجرة بالأراضي خلال الخمس سنوات الماضية سربت ما لا يقل عن 1000 دونم لمالكين من خارج البلدة ضمن مشاريع إسكانات.

## أعلام
- جلال الرفاعي: رسام كاريكاتير عربي، وهو من مواليد القرية عام 1946.
- عبد اللطيف البرغوثي: كاتب ومؤلف من مواليد القرية عام 1928، دَرَسَ ودَرََّس في مدارس المنطقة.

## وصلات خارجية
- صفحة كفر عين في موقع فلسطين في الذاكرة
- صورة جوية للقرية